# Paul Reece
Paul John Reece (Nottingham, 16 luglio 1968) è un ex calciatore inglese, di ruolo portiere.

## Carriera
Fa il suo esordio tra i professionisti nella parte finale della stagione 1986-1987, all'età di 18 anni, giocando 2 partite nella seconda divisione inglese con lo Stoke City (club in cui già aveva giocato nelle giovanili) al posto del portiere titolare Peter Fox, assente per infortunio, e subendovi complessivamente 6 reti. A fine stagione viene svincolato e si accasa al Kettering Town, club di Alliance Premier League (quinta divisione e più alto livello calcistico inglese al di fuori della Football League); dopo una sola stagione viene acquistato per 10000 sterline dal Grimsby Town, club di quarta divisione, con cui nelle stagioni 1988-1989 e 1989-1990 (quest'ultima conclusa con la promozione in terza divisione) gioca rispettivamente 14 e 15 partite di campionato. Nella stagione 1990-1991 il club conquista una seconda promozione consecutiva, mentre Reece non scende mai in campo in partite ufficiali. In compenso, gioca 25 partite nel successivo campionato di seconda divisione, al termine del quale passa al Doncaster che, dopo una sola partita (in quarta divisione) lo cede a campionato iniziato all'Oxford Utd, con cui termina la stagione 1992-1993 disputando ulteriori 35 partite in seconda divisione, alle quali aggiunge 4 presenze nella stagione 1993-1994. Nella stagione 1994-1995 gioca invece 11 partite in seconda divisione con il Notts County, con cui vince tra l'altro anche una Coppa Anglo-Italiana. Nella stagione 1995-1996 gioca invece una partita in seconda divisione con il West Bromwich, trascorrendo anche alcuni mesi in prestito ai semiprofessionisti dell'Ilkeston Town. Nell'estate del 1993 si trasferisce ai nordirlandesi del Cliftonville, club della prima divisione locale; nella stagione 1998-1999 esordisce tra l'altro anche nelle competizioni UEFA per club, partecipando ai turni preliminari di Champions League (facendo il suo esordio nella sconfitta casalinga per 5-1 contro il VSS Košice del 22 luglio 1998 e scendendo poi in campo anche nella partita di ritorno in Slovacchia).

## Palmarès

### Club

#### Competizioni nazionali
- Campionato nordirlandese: 1

Cliftonville: 1997-1998
- IFA Charity Shield: 1

Cliftonville: 1998

#### Competizioni regionali
- Northamptonshire Senior Cup: 1

Kettering Town: 1987-1988
- County Antrim Shield: 1

Cliftonville: 1996-1997

#### Competizioni internazionali
- Coppa Anglo-Italiana: 1

Notts County: 1994-1995